# Andrzej Sontag
Andrzej Sontag (né le 26 avril 1951 à Lublin) est un athlète polonais spécialiste du triple saut. Affilié à l'AZS Lublin, il mesure 1,85 m pour 77 kg.

## Biographie

### Palmarès
| Date | Compétition           | Lieu | Résultat | Performance |
| ---- | --------------------- | ---- | -------- | ----------- |
| 1974 | Championnats d'Europe | Rome | 3e       | 16,61 m     |

### Records
| Épreuve     | Performance | Lieu | Date |
| ----------- | ----------- | ---- | ---- |
| Triple saut | 16,96 m     |      | 1975 |